# Lijst van beschermd erfgoed in Le Roeulx
Onderstaande tabel geeft een overzicht van de beschermde erfgoederen in de gemeente Le Roeulx. Het beschermd erfgoed maakt onderdeel uit van het cultureel erfgoed in België.

## Beschermd erfgoed
| Object | Bouwjaar/architect | Deelgemeente           | Adres                      | Coördinaten                   | Nummer?                | Afbeelding |
| --- | ------------------ | ---------------------- | -------------------------- | ----------------------------- | ---------------------- | --- |
| Kasteel van de Prinsen van Croÿ |                    | Le Rœulx               | place du château n°1       | 50° 30' 22" NB, 4° 6' 35" OL  | 55035-CLT-0001-01 Info | Kasteel van de Prinsen van Croÿ |
| Hospice Saint-Jacques: het hoofdgebouw (gevels en daken), boerderij en domein                                                                                      |                    | Le Rœulx               | faubourg de Binche n°1     | 50° 29' 59" NB, 4° 6' 32" OL  | 55035-CLT-0003-01 Info | Hospice Saint-Jacques: het hoofdgebouw (gevels en daken), boerderij en domein                                                                                      |
| Huis van de kapelaan ('Maison du Chapelain'): gevels en daken |                    | Le Rœulx               | place de la Chapelle n°7   | 50° 30' 13" NB, 4° 6' 27" OL  | 55035-CLT-0004-01 Info | |
| Kerk Saint-Martin: toren |                    | Mignault               |                            | 50° 31' 44" NB, 4° 9' 10" OL  | 55035-CLT-0005-01 Info | |
| Plein Grand-Place en huis bij n°35 |                    | Le Rœulx               |                            | 50° 30' 7" NB, 4° 6' 29" OL   | 55035-CLT-0006-01 Info | Plein Grand-Place en huis bij n°35 |
| Huis |                    | Le Rœulx               | Grand-Place n°35           | 50° 30' 6" NB, 4° 6' 33" OL   | 55035-CLT-0007-01 Info | |
| De totale oranjerie en de gevels en daken van de gebouwen van de Prinsen van Croÿ                                                                                  |                    | Le Rœulx               |                            | 50° 30' 19" NB, 4° 6' 31" OL  | 55035-CLT-0008-01 Info | |
| Kapel Notre-Dame aux Tombeaux |                    | Ville-sur-Haine        | rue des Fours à Chaux (M). | 50° 28' 24" NB, 4° 4' 33" OL  | 55035-CLT-0010-01 Info | Kapel Notre-Dame aux Tombeaux |
| Aak "Le Didier", "Wallon" en bois appartenant te l'A.S.B.L. Compagnie du Canal du Centre                                                                           |                    |                        |                            | 50° 31' 35" NB, 4° 6' 30" OL  | 55035-CLT-0011-01 Info | |
| Hydraulische liften nrs. 1, 2, 3 en 4 gelegen op het Centrumkanaal en de ophaalbrug gelegen tussen nrs. 3 en 4 en het ensemble gevormd door deze en de oeverbanken |                    | Thieu                  |                            | 50° 29' 15" NB, 4° 10' 33" OL | 55035-CLT-0012-01 Info | Hydraulische liften nrs. 1, 2, 3 en 4 gelegen op het Centrumkanaal en de ophaalbrug gelegen tussen nrs. 3 en 4 en het ensemble gevormd door deze en de oeverbanken |
| De gevels en daken van het gebouw waarin de machinekamer zit van de lift van nr. 2 en 3                                                                            |                    | Thieu, Ville-sur-Haine |                            | 50° 28' 53" NB, 4° 8' 10" OL  | 55035-CLT-0014-01 Info | |

## Uitzonderlijk erfgoed
| Object | Bouwjaar/architect | Deelgemeente | Adres | Coördinaten                   | Nummer?                | Afbeelding |
| --- | ------------------ | ------------ | ----- | ----------------------------- | ---------------------- | --- |
| Kasteel van de Prinsen van Croÿ |                    |              |       | 50° 30' 22" NB, 4° 6' 35" OL  | 55035-PEX-0001-01 Info | Kasteel van de Prinsen van Croÿ |
| Hydraulische liften nrs. 1, 2, 3 en 4 gelegen op het Centrumkanaal en de ophaalbrug gelegen tussen nrs. 3 en 4 en het ensemble gevormd door deze en de oeverbanken |                    |              |       | 50° 29' 15" NB, 4° 10' 33" OL | 55035-PEX-0002-01 Info | Hydraulische liften nrs. 1, 2, 3 en 4 gelegen op het Centrumkanaal en de ophaalbrug gelegen tussen nrs. 3 en 4 en het ensemble gevormd door deze en de oeverbanken |
| De gevels en daken van het gebouw waarin de machinekamer zit van de lift van nr. 2 en 3                                                                            |                    |              |       | 50° 28' 53" NB, 4° 8' 10" OL  | 55035-PEX-0003-01 Info | |